# Микола Затварницький
Микола Іванович Затварницький (22 липня бл.1918, Росохи — 5 листопада 2005, Рогатин) — видатний український лісівник, займався дослідженням та відновленням букових насаджень на Рогатинщині.

## Життєпис
Син Івана та Катерини. Народився у простій сільській родині, яка мешкала в гірському бойківському селі Росохи, що на Бойківщині (теперішній Старосамбірський район). Його батько Іван був війтом села Росохи, а на прогодування великої сім'ї заробляв тим, що робив дерев'яні хати. Окрім Миколи у сім'ї було ще восьмеро дітей.
Наприкінці Другої світової війни Микола був змушений назовсім покинути рідне село (як і всі брати та сестри, які залишилися живими) через те, що старші брати (зокрема Іван Затварницький [Архівовано 23 липня 2019 у Wayback Machine.]) були в лавах УПА, а всіх хто був у родинних зв'язках Радянська влада засуджувала до заслання поза межі Батьківщини.
Із 1946 аж до кінця життя мешкав у м. Рогатин. Дружина, Ольга Хом'як із Дрогобиччини, була вчителькою німецької мови у одній із шкіл Рогатина (батько дружини, Степан Хом'як, Український січовий стрілець). Разом з дружиною виховали двох доньок.

### Затварницькі. Драґо-Саси.
У селі Росохи мешкають в основному родини із кількома прізвищами: Терлецькі, Яворські, Нанівські. Родина Затварницьких у селі була тільки одна (це легко простежити побувавши на старому сільському цвинтарі). Ймовірно Затварницькі прийшли на Старосамбірщину із села Затварниця (теперішнє Підкарпатське воєводство). Належали до дрібної галицької шляхти гербу Сас, проте провадили на той час цілком звичайне селянське життя.

### Освіта
Навчався в сільській школі. Потім завдяки наполегливості та старанності (кілька класів «перестрибнув» навчаючись додатково влітку, вчився на відмінно тому за навчання не потрібно було платити) зміг навчатися у Самбірській гімназії [Архівовано 23 липня 2019 у Wayback Machine.] [Архівовано 23 липня 2019 у Wayback Machine.]
Основи лісівничої науки освоював за часів Польської Республіки. В цей час робота на державній службі рідко була доступна для українців. Але тямущого хлопця, допустили у лісове господарство для проведення підрахунків та складання звітів..
Потребував фахової освіти, тому вступив на навчання в Болехівській лісівничий школі (де навчалися 3 роки), де отримав перші фундаментальні знання з лісівництва. Згодом, наприкінці 50-х років, навчаючись заочно (тому що вже працював, як і багато хто у повоєнні роки) одержав диплом Львівського лісотехнічного інституту (з 1993 Національний лісотехнічний університет України).

## Робота у лісництві
Після Другої світової війни фахівців у галузі лісового господарства бракувало.
А Микола Затварницький мав відповідну освіту та досвід, тому його взяли на роботу в Бібрському лісництві, що на Львівщині.

### Відновлення лісових насаджень на Рогатинщині
У серпні 1946 року Затварницький переїхав на Івано-Франківщину, де очолив Рогатинське лісництво.
«То була дуже важка праця, але я її любив, — ясніє погляд пана Миколи. — Прийняв, так би мовити, голе лісництво і змушений був пішки ходити по всьому району, аж поки через два роки не купили коней. Роботи — непочатий край, а місцеві люди після війни з пересторогою ставилися до можливості працювати в лісі, який нерідко ставав полем бою між вояками УПА та радянськими спецзагонами. Нам, зрештою, вдалося сформувати 15 бригад, здебільшого жіночих, і щороку висаджувати по 300 гектарів лісу, дочиста вирубуючи засмічену територію. З 1952 року ми практикували лише свіжі зруби, що сприяло кращому приживленню і росту сіянців. Головні рубки проводили тільки зимою, і трактор їздив по волоку. На трелювання в рубках догляду його взагалі не допускали — використовували лише кінну упряж. Заготовлену продукцію складали винятково на дорогах або просіках. Старалися передусім відновити насадження бука, якому, аби досягти стиглості, треба рости 100 років. Ця порода має тонку, надзвичайно чутливу до механічних ушкоджень кору, тому вимагає до себе особливої уваги і старання. Бук відтворюється сам, а ми першими спробували вирощувати сіянці у шкілках і вже потім переносити їх на підготовлені ділянки. У такий спосіб цією породою засаджено 82,5 гектара. Між іншим, наш рогатинський бук, за оцінками авторитетних фахівців, нині вважається найкращим у Європі».
Подивитися нові насадження буків та дубів в Рогатинський лісгосп приїжджали колеги мало не зі всієї України та тодішнього СРСР. Тут вони на власні очі могли побачити в роботі винахід Миколи Затварницького «лісовий» плуг, який заміняв 42 «жіночі сили» із сапами та іншу малу механізацію.

### Закладення парку у Рогатині
Рогатинський міський парк (імені Романа Шухевича з 2009 року) є для місцем проведення масових заходів та відпочинку рогатинців приблизно з кінця 60-х років. Однак мало кому відомо, що своїм виникненням парк завдячує наполегливості керівника рогатинського лісгоспу Миколи Затварницького.
«Після чергових відвідин вийшов із кабінету голови і спересердя вимовив: „А най його шлях трафить“. Саме в цей час мимо проходив перший секретар райкому партії Кононенко — дуже порядний, за словами пана Миколи, чоловік, і запитав, що сталося. Як не ухилявся лісівник від прямої відповіді, але мусив викласти причину свого роздратування. Перший пообіцяв допомогти, і невдовзі справді виділили під парк 5 гектарів землі біля районної лікарні. Рішення було прийнято в березні, а наступного місяця лісівники почали садити деревця, з-поміж яких — кілька екзотичних платанів та тюльпанове дерево. Парк росте й міцніє, хоча екзотику послідовники не вберегли.»

## Справа життя
Навіть після виходу на пенсію Микола Затварницький переймався станом лісових насаджень на Рогатинщині. «Я раніше радів, коли їхав у ліс. Яке це щастя: посадиш скажімо, модрину і бачиш, що вона за рік виростає на півтора метра. Бо ми ретельно готували ґрунт, вибирали породи, які найкраще ростимуть у тій чи іншій місцевості. А тепер гілля після прочистки порозкидане, пеньки стоять такі, що жодну механізацію не застосуєш для обробітку ґрунту, тому прошпортають землю сантиметрів на два, загорнуть деревце — і хай собі росте, як може. Те, що тепер називають санітарними рубками, — це робота з точністю до навпаки, адже рубають не гірші дерева, як того вимагає технологія, а кращі, залишаючи хворі немічні стовбури. Так господарювати не можна — нищиться ж ліс».
В останні роки життя, незважаючи на поважний вік та стан здоров'я, не переставав цікавитися лісом. Надсилав свої зауваження та пропозиції для покращення стану лісового господарства у всі інстанції, аж до Президента України, проте відповіді не дочекався.

## Рекомендована література
- Чого хоче Затварницький, того хоче бог лісу // Український лісовий портал «Відкритий ліс». Архів публікацій.[5]
- Михайло Терлецький. ДВІ СУТНОСТІ САСІВСЬКОГО РОДУ. — Тріада плюс, 2009 р. — 202 с.